# Platypalpus crassiseta
Platypalpus crassiseta är en tvåvingeart som först beskrevs av Gabriel Strobl 1906.  Platypalpus crassiseta ingår i släktet Platypalpus och familjen puckeldansflugor. Inga underarter finns listade i Catalogue of Life.